# جو پیانا
جو پیانا (پرتغالی: Joe Penna؛ زادهٔ ۲۹ مهٔ ۱۹۸۷) فیلم‌ساز، پویانما، موسیقی‌دان، گیتارنواز و تهیه‌کننده تلویزیونی اهل برزیل است. وی از سال ۲۰۰۶ میلادی تاکنون مشغول فعالیت بوده‌است.
از فیلم‌هایی که وی در آن‌ها نقش داشته‌است، می‌توان به شمالگان و مسافر قاچاق اشاره نمود.